# عبدالرحمان سوخان
عبدالرحمان سوخان (انگلیسی: Abderrahmane Soukhane; ۱۳ سپتامبر ۱۹۳۶ – ۶ ژوئیهٔ ۲۰۱۵) بازیکن فوتبال اهل الجزایر بود.
از باشگاه‌هایی که در آن بازی کرده‌است می‌توان به باشگاه فوتبال ستاره سرخ، باشگاه فوتبال تولوز، و باشگاه فوتبال لو آور اشاره کرد.